# Andrea Corr
Andrea Jane Corr, irska glasbenica, * 17. maj 1974, Dundalk.

## Življenjepis
Andrea Corr je na glasbenem prizorišču debitirala leta 1990 kot glavna pevka družinske skupine The Corrs. V skupini, ki jo poleg nje sestavljajo še njeni sestri Caroline in Sharon ter brat Jim. Andrea, ki je najmlajša v skupini poje in igra na piščal ter na klavir, česar se je naučila od očeta.
S skupino The Corrs je posnela pet studijskih albumov, dve kompilaciji, en remix album ter dva live albuma. Skupina trenutno ni aktivna, ker obe sestri in Jim vzgajajo otroke. Andrea je medtem začela solistično glasbeno kariero in leta 2007 izdala svoj prvi samostojni album z naslovom Ten Feet High. V albumu se je Andrea oddaljila od folk-rock glasbe, ki so jo izvajali The Corrs in začela izvajati dance-pop glasbo.
Poleg pevske kariere je Andrea nastopila tudi v več filmih, vendar še ni zaigrala v nobeni naslovni vlogi.

## Diskografija

### S skupino The Corrs

#### Albumi
- 1995: Forgiven Not Forgotten
- 1997: Talk on Corners
- 2000: In Blue
- 2004: Borrowed Heaven
- 2005: Home

#### Kompilacije in remix albumi
- 2001: Best of The Corrs
- 2006: Dreams: The Ultimate Corrs Collection
- 2007: The Works

#### Live albumi
- 1997: The Corrs - Live
- 1999: The Corrs Unplugged
- 2002: VH1 Presents: The Corrs, Live in Dublin

### Solo kariera

#### Albumi
- 2007: Ten Feet High

#### Singli
- 2007: "Shame on You (to Keep My Love from Me)" #108 (UK)
- 2007: "Champagne From A Straw"

## Filmografija
| Leto | Naslov                     | Vloga                 |
| ---- | -------------------------- | --------------------- |
| 2009 | Pictures                   | Donna                 |
| 2006 | Broken Thread              | Lily                  |
| 2005 | The Bridge                 | Mary                  |
| 2003 | The Boys From County Clare | Anne                  |
| 1998 | Quest For Camelot          | Kayley (pevski vokal) |
| 1996 | Evita                      | Ljubica Juana Perona  |
| 1991 | The Commitments            | Sharon Rabbitte       |